# Gmina związkowa Seehausen (Altmark)
Gmina związkowa Seehausen (Altmark) (niem. Verbandsgemeinde Seehausen (Altmark)) - gmina związkowa w Niemczech, w kraju związkowym Saksonia-Anhalt, w powiecie Stendal. Siedziba gminy związkowej znajduje się w mieście Seehausen (Altmark). Utworzona została 1 stycznia 2010. Najbardziej na północ położona gmina związkowa kraju związkowego.
Gmina związkowa zrzesza pięć gmin, w tym jedno miasto oraz cztery gminy wiejskie: 
- Aland
- Altmärkische Höhe
- Altmärkische Wische
- Seehausen (Altmark)
- Zehrental